# Ardarís (España)
Ardarís es una localidad española situada en la parroquia de Lestedo, del municipio de Boqueijón, en la provincia de La Coruña, Galicia.

## Demografía
| Gráfica de evolución demográfica de Ardaris entre 2011 y 2018 |
|                                                               |
| Datos según el nomenclátor publicado por el INE.              |